# Nørre Vedby Sogn
Nørre Vedby Sogn 
ist eine ehemalige Kirchspielsgemeinde (dän.: Sogn)
auf der Insel Falster im südlichen Dänemark.
Bis 1970 gehörte sie zur Harde Falsters Nørre Herred im damaligen Maribo Amt, danach zur Nørre Alslev Kommune im Storstrøms Amt, die im Zuge der  Kommunalreform zum 1. Januar 2007 in der Guldborgsund Kommune in der Region Sjælland aufgegangen ist.
Im Kirchspiel lebten am 1. Oktober 2019 1.275 Einwohner. Im Kirchspiel liegt im Dorf Nørre Grimmelstrup die Kirche „Nørre Vedby Kirke“ und in Orehoved die Kirche „Gyldenbjerg Kirke“.
Nachbargemeinden waren im Westen Vålse Sogn und Kippinge Sogn, im Süden Nørre Kirkeby Sogn und im Osten Nørre Alslev Sogn.
Am 1. Januar 2020 wurden Brarup Sogn, Kippinge Sogn, Nørre Vedby Sogn, Stadager Sogn und Vålse Sogn zum Nordvestfalster Sogn vereinigt.